# Alicia Hoskin
Alicia Hoskin (Gisborne, 6 febbraio 2000) è una canoista neozelandese.

## Carriera
Quando era ancora nella categoria junior, a 17 anni, durante un controllo di routine le viene diagnosticata la sindrome di Wolff-Parkinson-White, una malattia congenita che può causare tachicardia e insufficienza cardiaca, costringendola a sospendere l'attività sportiva e a subire un intervento di ablazione cardiaca.
Nel 2019 debuttò in coppa del mondo e nel 2021 fu selezionata per i Giochi olimpici di Tokyo 2021 in cui si classificò quarta nel K4 500 insieme a Lisa Carrington, Caitlin Regal e Teneale Hatton. Sempre con Hatton, arrivò quattordicesima nel K2 500m.
Nel 2023, sempre con Hatton, Carrington e Regal, vince il suo primo oro mondiale a Duisburg nel K4 500, il primo titolo della specialità di una nazione non facente parte del continente europeo.
L'anno seguente viene convocata per Parigi 2024 dove coglie un doppio oro: nel K2 500 metri insieme a Lisa Carrington e nel K4 500 metri insieme sempre a Carrington, Olivia Brett e Tara Vaughan.

## Palmarès
- Giochi olimpici

Parigi 2024: oro nel K2 500m e nel K4 500m.
- Mondiali

Duisburg 2023: oro nel K4 500m.